# Сланцевое масло
Сланцевое масло (также сланцевая нефть, англ. Shale oil, сланцевое масло, керогеновая нефть) — нетрадиционная нефть, получаемая из горючих сланцев в результате пиролиза, гидрирования или термического растворения, при которых твердые остатки органической материи из горной породы (сланцев, богатых керогеном) преобразуются в синтетические углеводороды (синтетическую нефть и газ).
Получаемая нефть может использоваться непосредственно в качестве топлива, либо подвергаться переработке на НПЗ, в ходе которой сначала щелочами связываются фенолы, потом серной кислотой могут удаляться примеси серы и азота, а к углеводородам может добавляться водород (также вторичной перегонкой могут отделяться продукты полимеризации в ходе очистки). Продукты переработки сланцевой нефти могут использоваться в тех же целях, что и продукты, получаемые переработкой традиционной сырой нефти. Так, в Советском Союзе использовался сланцевый бензин из смолы туннельных печей, поскольку ГОСТы на дешёвые сорта автомобильного бензина были достаточно низки, но из-за того, что на советских НПЗ не проводилось гидрирование непредельных углеводородов, составляющих до трети сланцевого бензина и реагирующих с кислородом воздуха при хранении, в него добавлялось обратно порядка 0,01% фенолов (из полученных при очестки фенолятных щёлоков) в качестве антиокислителей.
Наибольший объем сланца для целей производства сланцевого масла и электроэнергии перерабатывается в Эстонии, где добыча сланца и исследования способов его применения и переработки ведется с 1916 года. Так, за первый квартал 2015 года  концерн Eesti Energia произвел 85 тысяч тонн сланцевого масла, а объем проданного в 2015 году масла составил  315 000 тонн.
Термин Сланцевая нефть («shale oil») также часто используется, особенно в США, для обозначения традиционной легкой нефти (нефти низкопроницаемых коллекторов), добытой из сланцевых пластов или из прилегающих к ним других плотных (низкопроницаемых) коллекторов, без применения методов пиролиза и химического воздействия. Чтобы отличать её от керогеновой нефти нефтематеринских сланцев Международное энергетическое агентство рекомендует использовать термин «light tight oil» (LTO, легкая нефть низкопроницаемых коллекторов), а World Energy Council в отчете World Energy Resources 2013 и других использует термин «Сланцевая нефть».  Однако данная нефть не относится к истинно керогеновой, так как при её добыче не применялись термические и химические методы преобразования керогена.